# Abdi İpekçi Arena
La Abdi İpekçi Arena è stato un palazzo dello sport polivalente situato nel distretto di Zeytinburnu ad Istanbul. È stato inaugurato, dopo lunghi e travagliati anni di lavoro, nel 1986 e deve il suo nome al giornalista turco Abdi İpekçi assassinato nel 1979 da due membri del movimento ultra-nazionalista dei Lupi grigi.
L'arena, con una capacità di 12 270 spettatori, ospita oltre ad eventi sportivi nazionali ed internazionali come il basket, la pallavolo, il wrestling e il sollevamento pesi, anche concerti e congressi. È dotato di bar, ristoranti fast food, internet point, VIP room. L'arena, unitamente alla Ülker Sports Arena, è una delle principali della città di Istanbul. Viene utilizzata dalle squadre maschili e femminili di pallacanestro del Galatasaray, dalla squadra di basket maschile dell'Anadolu Efes e, solo per alcuni incontri di cartello, anche dalla squadra maschile di pallacanestro del Beşiktaş. Oltre ad aver ospitato numerosi ed importanti eventi sportivi nel corso degli anni, l'arena è nota per essere stata teatro del primo concerto assoluto delle Spice Girls nel 1997.

## Chiusura e demolizione
Subito dopo la fine della stagione 2016/2017, l'arena è stata chiusa per poi essere ufficialmente demolita nel 2018. Al suo posto, verrà costruito un centro di allenamento e d'esibizione da pallacanestro.